# Tebel (Gedangan)
Tebel is een bestuurslaag in het regentschap Sidoarjo van de provincie Oost-Java, Indonesië. Tebel telt 14.116 inwoners (volkstelling 2010).